# 계획행동이론
심리학에서 계획된 행동 이론(약칭 TPB,theory of planned behaviour) 또는 '계획행동이론'은 개체 자신의 신념과 행동을 연결하는 이론이다.
이론은 태도(attitude), 주제 규범들(subject norms) 및 인식된 행동통제(perceived behavioral control)가 함께 개인의 행동 의도와 행동을 형성한다고 명시한다.
이 개념은 아이섹 아젠(Icek Ajzen)에 의해 인식된 행동 통제를 포함함으로써 합리적인 행동 이론의 예측력을 향상시키기 위해 제안되었다. 이것은 광고, 홍보, 광고 캠페인, 건강 관리, 스포츠 관리 및 지속 가능성과 같은 다양한 분야에서 신념, 태도, 행동 의도 및 행동 사이의 관계에 대한 연구에 적용되었다.

## 계획행동
계획행동이론에서 행동의도와 행동은 일반적으로  지속적으로 구체화된  태도(attitude)와 보다 경험적으로 의존된 가치관(규범,norm) 그리고 인지할 수 있는 행동통제(behavioral control)로 결정된다고 그 맥락을 설명하고있다.

## 같이 보기
- 역할수행이론
- 이완훈련
- 기대-가치 이론
- 범이론적 행동변화단계 모형
- 인지부조화이론